# Presa d'Ivànkovo

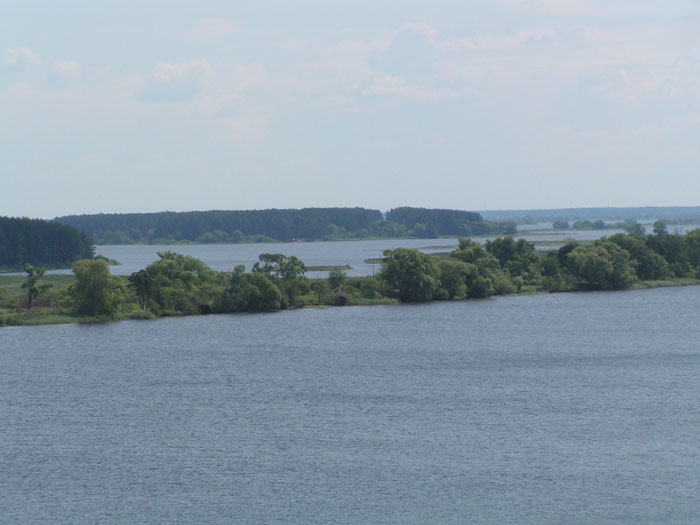
Presa d'Ivànkovo

La presa d'Ivànkovo o embassament Ivànkovskoie (en rus:Ива́ньковское водохрани́лище), informalment coneguda com la Mar de Moscou, és un embassament a la part més al nord dels del riu Volga, dins l'óblast de Moscou i l'óblast de Tver a Rússia, es troba a uns 130 km al nord de Moscou. Fa 120 km de llargada, 4 km d'amplada, ocupa una superfície de 327 km², la seva fondària mitjana és de 15 m i la màxima de 23. Té una capacitat total de 1,12 km³.
La paret de la presa està a la ciutat de Dubna i té instal·lada una central elèctrica. La ciutat de Konakovo és a la costa sud. L'embassament està connectat amb el riu Moscova per la Canal de Moscou, i és la font principal d'aigua potable per a Moscou a més de ser part d'una central hidroelèctrica.
Es va omplir l'any 1937, la ciutat històrica de Kortxevà i molts pobles van quedar sota les seves aigües.